# Верано-Брианца
Верано-Брианца (итал. Verano Brianza) — коммуна в Италии, в провинции Монца-э-Брианца области Ломбардия.
Население составляет 8859 человек, плотность населения составляет 2953 чел./км². Занимает площадь 3,49 км². Почтовый индекс — 20050. Телефонный код — 0362.
Покровителями коммуны почитаются святые Назарий и Кельс, празднование 28 июля.